# Ripacandida
Ripacandida är en arberesjisktbefolkad stad och en kommun i provinsen Potenza i regionen Basilicata i Italien.[källa behövs] Kommunen hade 1 696 invånare (2017) gränsar till kommunerna Atella, Barile, Filiano, Forenza, Ginestra och Rionero in Vulture.[källa behövs]